# Arturo Fernández
Arturo Fernández Meyzán (* 3. Februar 1906 in San Vicente de Cañete; † 27. November 1999 in Lima) war ein peruanischer Fußballspieler und -trainer. Er nahm an der ersten Fußball-Weltmeisterschaft 1930 teil.

## Karriere

### Verein
Fernández spielte von 1926 bis 1930 bei Ciclista Lima. Anschließend wechselte er zu Federación Universitaria. Mit diesem Klub, 1931 in Universitario de Deportes umbenannt, bei dem er gemeinsam mit seinem Bruder Teodoro spielte, wurde er 1934 und 1939 peruanischer Meister. 1940 verließ er Peru und spielte bis 1941 für CSD Colo-Colo, wo er seine Spielerkarriere mit dem chilenischen Meistertitel beendete.

### Nationalmannschaft
Anlässlich der ersten Fußball-Weltmeisterschaft 1930 in Uruguay wurde Fernández ohne vorherigen Länderspieleinsatz in das peruanische Aufgebot berufen, jedoch nicht eingesetzt. Nach der Vorrunde schied Peru als Gruppenletzter aus dem Turnier aus.
Er debütierte am 13. Januar 1935 bei der Südamerikameisterschaft im eigenen Land für die peruanische Nationalmannschaft und kam in allen drei Spielen zum Einsatz. Peru belegte am Ende des Turniers den dritten Platz und war nach dem Verzicht Uruguays und Argentiniens als Südamerikavertreter für die Olympischen Spiele 1936 in Berlin qualifiziert. Fernández bestritt beide Spiele Perus beim olympischen Fußballturnier. Nach dem 7:3 gegen Finnland im Achtelfinale schlugen die Peruaner im Viertelfinale die österreichische Mannschaft mit 4:2 nach Verlängerung. Nach Spielende legte die österreichische Delegation Protest wegen eines angeblichen Platzsturmes peruanischer Zuschauer ein. Ein Schiedsgericht, das nur aus Europäern bestand, ordnete ein Wiederholungsspiel an. Daraufhin reiste die gesamte peruanische Olympiamannschaft aus Protest in ihre Heimat zurück.
Bei der Südamerikameisterschaft 1937 in Argentinien stand Fernández ebenfalls im peruanischen Kader. Er wurde in sämtlichen Partien eingesetzt. Peru belegte den letzten Platz. 1938 gewann er bei den Juegos Bolivarianos mit Peru die Goldmedaille. Ein Jahr später war Peru Gastgeber der Campeonato Sudamericano 1939. Es war das letzte Turnier, an dem Fernández als Spieler teilnahm. Er bestritt alle Partien und gewann mit seiner Mannschaft sensationell den Titel des Südamerikameisters.
Zwischen 1935 und 1939 absolvierte Fernández 18 Spiele für die peruanische Nationalmannschaft, in denen er ohne Torerfolg blieb.

### Trainerkarriere
Nach dem Ende seiner Spielerkarriere 1941 kehrte er als Trainer zu seinem alten Klub Universitario de Deportes zurück, bei dem seine jüngeren Brüder Teodoro und Eduardo als Spieler aktiv waren. Bis 1949 gewann er mit Universitario vier peruanische Meisterschaften. Von 1948 bis 1950 trainierte er zeitweilig parallel die peruanische Nationalmannschaft.
Nach einem Engagement bei Deportivo Municipal übernahm er von 1954 bis 1957 erneut das Traineramt bei Universitario. 1956 übte er für kurze Zeit noch einmal das Amt des Nationaltrainers aus.

## Erfolge

### Als Spieler
- Peruanische Meisterschaft: 1934 und 1939
- Chilenische Meisterschaft: 1941
- Goldmedaille bei den Juegos Bolivarianos: 1938
- Südamerikameister: 1939

### Als Trainer
- Peruanische Meisterschaft: * 1941, 1945, 1946 und 1949